# 夏威
夏 威（か い）は、中華民国の軍人。国民革命軍（国民政府）に属し、その一方で新広西派（新桂系）の有力指揮官でもある。北伐、日中戦争、国共内戦などで活動した。旧名は鈞差。号は煦蒼。

## 生涯

### 広西派での台頭
郷紳の家庭に生まれる。1910年（宣統3年）、広西陸軍小学に入学し、黄紹竑・白崇禧らと同級・同学となった。辛亥革命が勃発すると、革命派の学生軍に加入している。中華民国成立後は南京で当初軍事教育を受け、後に湖北省に移って陸軍第2予備学校で学んだ。1915年（民国4年）、保定陸軍軍官学校第3期歩兵科に入学し、翌年6月に卒業している。その後、広西省に戻り、広西陸軍（旧広西派、旧桂系）で順調に昇進を重ねた。
1924年（民国13年）6月、李宗仁・白崇禧・黄紹竑ら新広西派が旧広西派の陸栄廷、沈鴻英との三つ巴の戦いの中で南寧を占領する。この時に新広西派は「定桂討賊聯軍総指揮部」を結成し、当時、李の配下にあった夏威は討賊軍第3縦隊司令に任ぜられた。夏威は新広西派による広西統一戦争に貢献し、広西統一と国民革命軍第7軍への再編が成った後の1926年（民国15年）3月、夏は国民革命軍第7軍第6旅旅長に任ぜられた（まもなく第1旅旅長に横滑りする）。

### 北伐での活躍と蔣桂戦争での失態
同年の北伐にも夏威は参戦し、湖南省・湖北省方面で呉佩孚率いる北京政府軍を撃破する軍功をあげている。翌1927年（民国16年）3月には安慶（安徽省）にまで進軍し、6月には徐州攻略に貢献、第7軍副軍長に昇進した。まもなく直魯聯軍が反撃に転じ、徐州を奪回されたため、夏らの属する第7軍は長江守備を命じられる。8月末に、第7軍は直魯聯軍と孫伝芳率いる軍に挟撃され激戦となったが、夏らはこれに懸命に反撃し、ついに孫軍を殲滅する軍功をあげた。これにより夏は第7軍軍長に昇進し、あわせて南京国民政府軍事委員会委員に任ぜられている。
同年、蔣介石打倒を図る唐生智が南京を攻略する構えを見せると、10月から夏威率いる第7軍は蔣の命令により白崇禧指揮下で迎撃に参加した。夏は第7軍を率いて唐軍を各地で撃破し、11月には武漢を攻略、唐を下野に追い込んでいる。その後も夏は湖南省へ進軍し、翌1928年（民国17年）1月に長沙を攻め落とした。ところが1929年（民国18年）3月の蔣桂戦争では、夏は酒に耽っているところを蔣に買収された部下の師長たちに蜂起され、ほとんど抵抗もできずに下野、香港へ逃亡するという大失態を犯している。

### 日中戦争での活動
1932年（民国21年）、ようやく夏威は広西省に戻り、南寧軍事学校校長に任命された。その後、国民革命軍第15軍副軍長となり、1933年（民国22年）に同軍軍長に昇進している。1934年（民国23年）冬、長征中の紅軍を迎撃した。1936年（民国25年）、国民革命軍の再編に伴い第48軍軍長となっている。日中戦争（抗日戦争）が勃発し、李宗仁・白崇禧が最前線に赴くと、夏は広西綏靖公署主任として留守を預かった。
1939年（民国28年）、夏威は第16集団軍総司令に任ぜられたが、同年、日本軍が広西に上陸してくるとこれを迎撃したものの敗退し、11月には南寧を失う。夏は武鳴県へ退き態勢を立て直した。1944年（民国33年）9月、日本軍が桂林へ向けて侵攻してくると、その一帯を守っていた夏の第16集団軍がこれを迎撃することになる。しかし夏は、新広西派の軍を保持するために一部軍勢のみで日本軍に対処し、結局11月に桂林を喪失して西方へ退却した。1945年（民国34年）3月、第16集団軍は廃止され、夏は第2方面軍副司令に転じた。同年5月、中国国民党第6期中央執行委員に選出されている。

### 国共内戦での活動
1946年（民国35年）に夏威は第8綏靖区司令官に任命され、安徽省の新広西派軍を率いて国共内戦に備えることになった。1948年（民国37年）8月、夏は李品仙の後任として安徽省政府主席に任ぜられ、9月、華中剿匪副総司令も兼ねた。夏は軍事統制と行政改革を推進して中国人民解放軍の進撃に備えようとしたが、結局、翌1949年（民国38年）3月に安慶まで人民解放軍が迫ったのを見て安徽省政府主席を辞任、武漢の白崇禧の下に逃れた。
その後も新広西派軍は敗退を重ね、9月には湖南省の衡陽・宝慶一帯にまで追い込まれた。このとき、長沙への反攻に転じようとの意見が同僚たちにあったのに対し、夏威は軍を保って広西にいち早く撤退すべきと主張している。結果、新広西派の軍は逡巡して衡宝で大敗、桂林に逃れたが、この結果に夏は不満を抱いた。その後も敗退を重ねた新広西派はついに12月に大陸から追われ、海南島に逃げ込んでいる。夏威は後に香港へ移住した。1975年1月3日、香港で自動車事故に遭い死亡した。享年83（満81歳）。

## 著書
- 『民生主義經濟共管制』
- 『大同世界之理想與實際』

## 注
1. ↑  趙（1993）、152-154頁。
2. 1 2 3 4 5 6 7 8  徐主編（2007）、1131頁。
3. 1 2 3 4 5 6 7 8  劉国銘主編（2005）、1915頁。
4. ↑  趙（1993）、154-155頁。
5. ↑  趙（1993）、155-156頁。
6. ↑  趙（1993）、156-157頁。
7. ↑  趙（1993）、157-158頁。
8. ↑  趙（1993）、158-159頁。
9. ↑  趙（1993）、159-160頁。
10. ↑  趙（1993）、160頁。